# ستيوارت جيمس (ساحر استعراضي)
ستيوارت جيمس هو ساحر استعراضي كندي، ولد في 14 مايو 1908 في سانت كلير في كندا، وتوفي في 5 نوفمبر 1996.